# Список атомних підводних човнів Франції

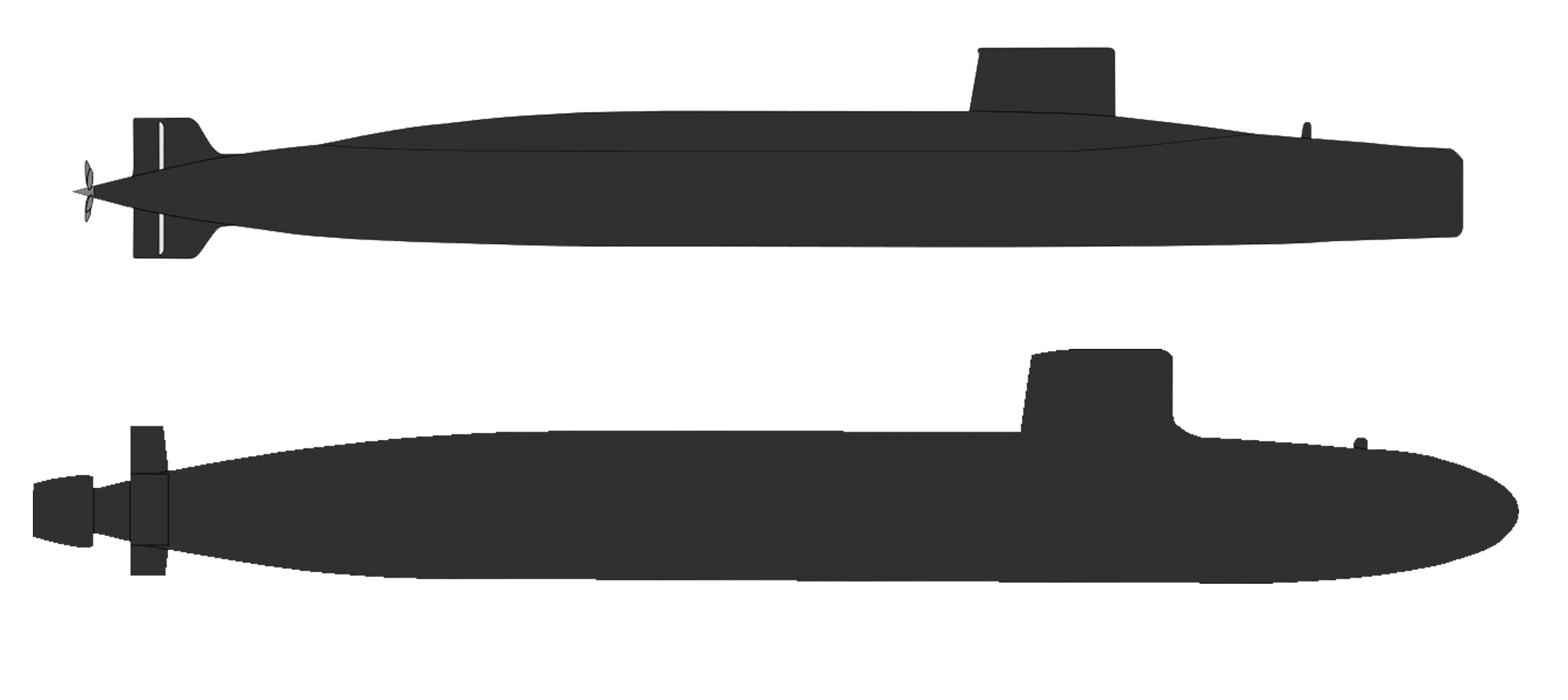
Порівняльна схема французьких атомних підводних човнів типу «Редутабль» і «Тріумфан»

Список атомних підводних човнів Франції — перелік підводних човнів з ядерною силовою установкою, які були побудовані і перебували на озброєнні військово-морських сил Франції, а також є на стадії будівництва.

## Перелік багатоцільових атомних підводних човнів
| №                                             | Назва         | Зображення                                   | Підтип      | Водотон., т надв.підв. | Корабельня                                                 | Озброєння                                                                                                   | Закладений Спуск на воду Введений           | На службі                                     | Доля | Прим.                                                                                        |
| --------------------------------------------- | ------------- | -------------------------------------------- | ----------- | ---------------------- | ---------------------------------------------------------- | --- | ------------------------------------------- | --------------------------------------------- | --- | -------------------------------------------------------------------------------------------- |
| Підводні човни атомні з ракетами балістичними |               |                                              |             |                        |                                                            | |                                             |                                               | |                                                                                              |
| 1                                             | «Редутабль»   |                                              | «Редутабль» | 80808920               | Direction des Constructions Navales (DCN), Шербур-Октевіль | 4 носових 533-мм ТА (18 торпед або 18 торпедо-ракет «Екзосет») 16 шахтних установок М1, М2, М20, М14        | 30 березня 196429 березня 19671 грудня 1971 | 1971–1991                                     | 13 грудня 1991 року виведений зі складу флоту; з 1 грудня 1998 року на верфі в Шербурі переобладнаний в музей | перший французький атомний підводний човен з балістичними ракетами (ПЧАРБ)                   |
| 2                                             | «Террібль»    | 24 червня 196712 грудня 19691 січня 1973     | «Редутабль» | 80808920               | Direction des Constructions Navales (DCN), Шербур-Октевіль | 4 носових 533-мм ТА (18 торпед або 18 торпедо-ракет «Екзосет») 16 шахтних установок М1, М2, М20, М14        | 1973–1996                                   | 1 липня 1996 року виведений зі складу флоту   | |                                                                                              |
| 3                                             | «Фудруа»      | 12 грудня 19694 грудня 19716 червня 1974     | «Редутабль» | 80808920               | Direction des Constructions Navales (DCN), Шербур-Октевіль | 4 носових 533-мм ТА (18 торпед або 18 торпедо-ракет «Екзосет») 16 шахтних установок М1, М2, М20, М14        | 1974–1997                                   | 30 квітня 1997 року виведений зі складу флоту | |                                                                                              |
| 4                                             | «Індомтабль»  | 4 грудня 197117 вересня 197423 грудня 1976   | «Редутабль» | 80808920               | Direction des Constructions Navales (DCN), Шербур-Октевіль | 4 носових 533-мм ТА (18 торпед або 18 торпедо-ракет «Екзосет») 16 шахтних установок М1, М2, М20, М14        | 1976–2005                                   | у квітні 2005 року виведений зі складу флоту  | |                                                                                              |
| 5                                             | «Ле Тоннант»  | 19 жовтня 197417 вересня 19773 квітня 1980   | «Редутабль» | 80808920               | Direction des Constructions Navales (DCN), Шербур-Октевіль | 4 носових 533-мм ТА (18 торпед або 18 торпедо-ракет «Екзосет») 16 шахтних установок М1, М2, М20, М14        | 1980–1999                                   | 16 грудня 1999 року виведений зі складу флоту | |                                                                                              |
| 6                                             | «Інфлексібль» | 27 березня 198023 червня 19821 квітня 1985   | «Редутабль» | 80808920               | Direction des Constructions Navales (DCN), Шербур-Октевіль | 4 носових 533-мм ТА (18 торпед або 18 торпедо-ракет «Екзосет») 16 шахтних установок М1, М2, М20, М14        | 1985–2008                                   | 14 січня 2008 року виведений зі складу флоту  | |                                                                                              |
| 7                                             | «Тріумфан»    |                                              | «Тріумфан»  | 12 64014 335           | Direction des Constructions Navales (DCN), Шербур-Октевіль | 4 носових 533-мм ТА (10 торпед L5 mod.3 і F17) 16 шахтних установок М45, M51, 8 крилатих ракет Екзосет SM39 | 9 червня 198926 березня 199421 березня 1997 | 1997–по т.ч.                                  | |                                                                                              |
| 8                                             | «Темере»      | 18 грудня 199321 січня 199823 грудня 1999    | «Тріумфан»  | 12 64014 335           | Direction des Constructions Navales (DCN), Шербур-Октевіль | 4 носових 533-мм ТА (10 торпед L5 mod.3 і F17) 16 шахтних установок М45, M51, 8 крилатих ракет Екзосет SM39 | 1999–по т.ч.                                |                                               | |                                                                                              |
| 9                                             | «Віджільон»   | січень 199619 вересня 200326 листопада 2004  | «Тріумфан»  | 12 64014 335           | Direction des Constructions Navales (DCN), Шербур-Октевіль | 4 носових 533-мм ТА (10 торпед L5 mod.3 і F17) 16 шахтних установок М45, M51, 8 крилатих ракет Екзосет SM39 | 2004–по т.ч.                                |                                               | |                                                                                              |
| 10                                            | «Террібль»    | 24 жовтня 200021 березня 200820 вересня 2010 | «Тріумфан»  | 12 64014 335           | Direction des Constructions Navales (DCN), Шербур-Октевіль | 4 носових 533-мм ТА (10 торпед L5 mod.3 і F17) 16 шахтних установок М45, M51, 8 крилатих ракет Екзосет SM39 | 2010–по т.ч.                                |                                               | |                                                                                              |
| Багатоцільові атомні підводні човни           |               |                                              |             |                        |                                                            | |                                             |                                               | |                                                                                              |
| 11                                            | «Рубі»        |                                              | «Рубі»      | 24102607               | Direction des Constructions Navales (DCN), Шербур-Октевіль | 4 носових 533-мм ТА (14 торпед L5/F17 або міни) 14 крилатих ракет Екзосет SM39 замість торпед               | 11 грудня 19767 липня 197923 лютого 1983    | 1983–2022                                     | 2 грудня 2022 року виведений зі складу флоту                                                                  | Човни проєкту є найменшими у світі із всіх атомних човнів, що зараз перебувають на озброєнні |
| 12                                            | «Сафір»       | 1 вересня 19791 вересня 19816 липня 1984     | «Рубі»      | 24102607               | Direction des Constructions Navales (DCN), Шербур-Октевіль | 4 носових 533-мм ТА (14 торпед L5/F17 або міни) 14 крилатих ракет Екзосет SM39 замість торпед               | 1984–2019                                   | у липні 2019 року виведений зі складу флоту   | |                                                                                              |
| 13                                            | «Касаб'янка»  | 19 вересня 198122 грудня 198413 травня 1987  | «Рубі»      | 24102607               | Direction des Constructions Navales (DCN), Шербур-Октевіль | 4 носових 533-мм ТА (14 торпед L5/F17 або міни) 14 крилатих ракет Екзосет SM39 замість торпед               | 1987–2023                                   | 2023 року виведений зі складу флоту           | |                                                                                              |
| 14                                            | «Емерод»      | 4 березня 198312 квітня 198615 вересня 1988  | «Рубі»      | 24102607               | Direction des Constructions Navales (DCN), Шербур-Октевіль | 4 носових 533-мм ТА (14 торпед L5/F17 або міни) 14 крилатих ракет Екзосет SM39 замість торпед               | 1988–по т.ч.                                |                                               | |                                                                                              |
| 15                                            | «Аметист»     | 31 жовтня 198414 травня 198820 березня 1992  | «Рубі»      | 24102607               | Direction des Constructions Navales (DCN), Шербур-Октевіль | 4 носових 533-мм ТА (14 торпед L5/F17 або міни) 14 крилатих ракет Екзосет SM39 замість торпед               | 1992–по т.ч.                                |                                               | |                                                                                              |
| 16                                            | «Перле»       | 27 березня 198722 вересня 19907 липня 1993   | «Рубі»      | 24102607               | Direction des Constructions Navales (DCN), Шербур-Октевіль | 4 носових 533-мм ТА (14 торпед L5/F17 або міни) 14 крилатих ракет Екзосет SM39 замість торпед               | 1993–по т.ч.                                |                                               | |                                                                                              |
| 17                                            | «Сюффрен»     |                                              | «Баракуда»  | 47005300               | Direction des Constructions Navales (DCN), Шербур-Октевіль | 4 носових 533-мм ТА (торпеди F21) до 14 крилатих ракет MdCN або Екзосет SM39; ЗРК VL MICA                   | 19 грудня 200712 липня 20196 листопада 2020 | 2020–по т.ч.                                  | |                                                                                              |
| 18                                            | «Дюге-Труен»  | червень 20099 вересня 2022…                  | «Баракуда»  | 47005300               | Direction des Constructions Navales (DCN), Шербур-Октевіль | 4 носових 533-мм ТА (торпеди F21) до 14 крилатих ракет MdCN або Екзосет SM39; ЗРК VL MICA                   | будується                                   |                                               | |                                                                                              |
| 19                                            | «Турвіль»     | 2011…                                        | «Баракуда»  | 47005300               | Direction des Constructions Navales (DCN), Шербур-Октевіль | 4 носових 533-мм ТА (торпеди F21) до 14 крилатих ракет MdCN або Екзосет SM39; ЗРК VL MICA                   | будується                                   |                                               | |                                                                                              |
| 20                                            | «Де Грассе»   | 2014…                                        | «Баракуда»  | 47005300               | Direction des Constructions Navales (DCN), Шербур-Октевіль | 4 носових 533-мм ТА (торпеди F21) до 14 крилатих ракет MdCN або Екзосет SM39; ЗРК VL MICA                   | будується                                   |                                               | |                                                                                              |
| 21                                            | «Рубі»        | 2019…                                        | «Баракуда»  | 47005300               | Direction des Constructions Navales (DCN), Шербур-Октевіль | 4 носових 533-мм ТА (торпеди F21) до 14 крилатих ракет MdCN або Екзосет SM39; ЗРК VL MICA                   | будується                                   |                                               | |                                                                                              |
| 22                                            | «Касаб'янка»  | 2020…                                        | «Баракуда»  | 47005300               | Direction des Constructions Navales (DCN), Шербур-Октевіль | 4 носових 533-мм ТА (торпеди F21) до 14 крилатих ракет MdCN або Екзосет SM39; ЗРК VL MICA                   | будується                                   |                                               | |                                                                                              |

Позначення: